# Іст-Рокгілл Тауншип (округ Бакс, Пенсільванія)
Іст-Рокгілл Тауншип (англ. East Rockhill Township) — селище (англ. township) в США, в окрузі Бакс штату Пенсільванія. Населення — 5819 осіб (2020).

### Клімат
| Клімат : Іст-Рокгілл Тауншип | Клімат : Іст-Рокгілл Тауншип | Клімат : Іст-Рокгілл Тауншип | Клімат : Іст-Рокгілл Тауншип | Клімат : Іст-Рокгілл Тауншип | Клімат : Іст-Рокгілл Тауншип | Клімат : Іст-Рокгілл Тауншип | Клімат : Іст-Рокгілл Тауншип | Клімат : Іст-Рокгілл Тауншип | Клімат : Іст-Рокгілл Тауншип | Клімат : Іст-Рокгілл Тауншип | Клімат : Іст-Рокгілл Тауншип | Клімат : Іст-Рокгілл Тауншип | Клімат : Іст-Рокгілл Тауншип |
| Показник                     | Січ.                         | Лют.                         | Бер.                         | Квіт.                        | Трав.                        | Черв.                        | Лип.                         | Серп.                        | Вер.                         | Жовт.                        | Лист.                        | Груд.                        | Рік                          |
| Абсолютний максимум, °C      | 21,1                         | 25,3                         | 30,1                         | 33,7                         | 34,4                         | 34,8                         | 38,6                         | 37,0                         | 35,8                         | 31,3                         | 26,4                         | 23,4                         | 38,6                         |
| Середній максимум, °C        | 3,2                          | 5,1                          | 9,8                          | 16,6                         | 22,2                         | 26,9                         | 29,1                         | 28,2                         | 24,4                         | 18,1                         | 11,9                         | 5,5                          | 16,8                         |
| Середня температура, °C      | −1,6                         | −0,1                         | 4,2                          | 10,3                         | 15,7                         | 20,7                         | 23,2                         | 22,3                         | 18,2                         | 11,8                         | 6,4                          | 0,9                          | 11,1                         |
| Середній мінімум, °C         | −6,4                         | −5,2                         | −1,4                         | 3,9                          | 9,3                          | 14,6                         | 17,3                         | 16,4                         | 11,9                         | 5,5                          | 0,8                          | −3,8                         | 5,3                          |
| Абсолютний мінімум, °C       | −25,4                        | −21,2                        | −16,8                        | −8,9                         | −0,6                         | 4,3                          | 7,8                          | 4,9                          | 0,9                          | −5,2                         | −12,1                        | −19,6                        | −25,4                        |
| Норма опадів, мм             | 89                           | 72                           | 97                           | 105                          | 110                          | 111                          | 122                          | 99                           | 115                          | 110                          | 96                           | 103                          | 1229                         |
| Вологість повітря, %         | 68.4                         | 65.4                         | 60.9                         | 59.5                         | 63.6                         | 69.5                         | 69.7                         | 72.3                         | 72.9                         | 71.7                         | 70.4                         | 70.7                         | 67.9                         |
| ---------------------------- | ---------------------------- | ---------------------------- | ---------------------------- | ---------------------------- | ---------------------------- | ---------------------------- | ---------------------------- | ---------------------------- | ---------------------------- | ---------------------------- | ---------------------------- | ---------------------------- | ---------------------------- |
| Джерело: PRISM               |                              |                              |                              |                              |                              |                              |                              |                              |                              |                              |                              |                              |                              |

## Демографія
Згідно з переписом 2010 року, у селищі мешкало 5706 осіб у 2030 домогосподарствах у складі 1594 родин. Було 2120 помешкань
Расовий склад населення:
| - 96,7 % — білих - 0,7 % — чорних або афроамериканців - 0,6 % — азіатів - 0,2 % — корінних американців |

До двох чи більше рас належало 1,2 %. Частка іспаномовних становила 1,6 % від усіх жителів.
За віковим діапазоном населення розподілялося таким чином: 25,6 % — особи молодші 18 років, 63,7 % — особи у віці 18—64 років, 10,7 % — особи у віці 65 років та старші. Медіана віку мешканця становила 40,8 року. На 100 осіб жіночої статі у селищі припадало 101,9 чоловіків;  на 100 жінок у віці від 18 років та старших — 100,9 чоловіків також старших 18 років.
Середній дохід на одне домашнє господарство  становив 93 719 доларів США (медіана — 77 178), а середній дохід на одну сім'ю — 106 161 долар (медіана — 83 801). Медіана доходів становила 64 479 доларів для чоловіків та 44 821 долар для жінок. За межею бідності перебувало 7,3 % осіб, у тому числі 14,9 % дітей у віці до 18 років та 8,9 % осіб у віці 65 років та старших.
Цивільне працевлаштоване населення становило 2949 осіб. Основні галузі зайнятості: освіта, охорона здоров'я та соціальна допомога — 21,1 %, виробництво — 20,4 %, роздрібна торгівля — 14,4 %, науковці, спеціалісти, менеджери — 12,0 %.